# Marcin Ganczarczyk
Marcin Ganczarczyk (ur. 3 maja 1973, zm. 10 września 2016) – polski pilot, dwukrotny medalista mistrzostw Polski w akrobacji samolotowej Advance.

## Życiorys
Karierę zaczynał w Aeroklubie Rybnickiego Okręgu Węglowego, a następnie kontynuował jako pilot i instruktor w Aeroklubie Warszawskim. Jako pilot wylatał 2000 godzin z czego 1500 jako instruktor. Był między innymi dwukrotnym medalistą mistrzostw Polski w akrobacji samolotowej Advance, zaś w 2015 zajął drugie miejsce w klasyfikacji instruktorów, w Samolotowych Zawodach na Celność Lądowania. Został pochowany na Cmentarzu Komunalnym Południowym.